# Helena (Arkansas)
Helena korábban önálló város, 2006. óta az akkor alapított Helena-West Helena város része az USA Arkansas államában, Phillips megyében. Lakosainak száma 10 032 fő (2010).

## Népesség
A település népességének változása:

| 1850 | 614    |
| 2010 | 10 032 |